# Primula minor
Primula minor là một loài thực vật có hoa trong họ Anh thảo. Loài này được Balf. f. & Kingdon-Ward miêu tả khoa học đầu tiên năm 1915.